# Hein (prénom)
Pour les articles homonymes, voir Hein.
Hein est un prénom masculin néerlandais et bas allemand, forme réduite des prénoms Hendrick et Heinrich, ainsi qu'un prénom birman

## Prénom allemand/néerlandais
- Henri van Aken (XIIIe siècle), poète flamand
- Hein de Baar (en) (né en 1949), océanographe et professeur néerlandais
- Hein Beniest (1921-2004), réalisateur belge
- Hein van Breenen (1929-1990), coureur cycliste néerlandais
- Hein Boele (en) (né en 1939), acteur néerlandais
- Hein Donner (1927-1988), joueur d'échecs néerlandais
- Hein du Toit (en) (né en 1926), officier militaire sud-africain
- Hein van Garderen (en) (né en 1969), escrimeur sud-africain
- Hein van de Geyn (en) (né en 1956), bassiste de jazz et compositeur néerlandais
- Hein Frode Hansen (en) (né en 1972), drummer heavy metal norvégien
- Hein Heckroth (1901-1970), directeur artistique et costumier allemand
- Hein van der Heijden (en) (né en 1958), acteur de film et télévision néerlandais
- Hein Heinsen (en) (né en 1935), artiste luthérien danois
- Hein Jaap Hilarides (né en 1969), poète néerlandais de langue frisonne
- Hein ten Hoff (en) (1919-2003), boxeur néerlando-allemand
- Hein Hoyer (en) (c. 1380-1447), maire allemand de Hambourg
- Hein Jordans (1914-2003), chef d'orchestre néerlandais
- Hein Kever (en) (1854-1922), peintre allemand de natures mortes
- Hein de Kort (né en 1956), auteur néerlandais de bandes dessinées
- Hein Kötz (en) (né en 1935), juriste et administrateur allemand
- Hein-Arne Mathiesen (né en 1971), sauteur à ski norvégien
- Hein-Direck Neu (en) (1944-2017), athlète allemand en lancer du disque
- Hein van der Niet (1901-1975), acteur néerlandais
- Hein Odendaal (en) (né en 1942), médecin universitaire sud-africain
- Hein Otterspeer (né en 1988), patineur de vitesse néerlandais
- Hein Potgieter (en) (né en 1982), joueur sud-africain de rugby
- Hein ter Poorten (1887-1968), général néerlandais de la Seconde Guerre mondiale
- Hein Riess (en) (1913-1993), acteur et chanteur folk allemand
- Hein Roethof (en) (1921-1996), homme politique néerlandais
- Hein Schreuder (en) (né en 1951), économiste et homme d'affaires néerlandais
- Hein Seyerling (en), athlète paralympique sud-africain
- Hein Simons (né en 1955), chanteur schlager néerlandais
- Hein van Suylekom (en) (1904-1982), rameur olympique néerlandais
- Hein Vanhaezebrouck (né en 1964), joueur et entraîneur belge de football
- Hein Verbruggen (1941-2017), responsable sportif néerlandais
- Hein Vergeer (né en 1961), patineur de vitesse néerlandais
- Hein Vos (en) (1903-1972), homme politique et économiste néerlandais
- Hein Wellens (en) (1935-2020), cardiologue néerlandais
- Hein-Peter Weyher (en) (né en 1935), vice-amiral allemand de la marine
- Hein Willemse (né en 1957), auteur et critique littéraire sud-africain
- Hein van der Zee (en) (1929-1991), boxeur olympique néerlandais

## Prénom birman
- Thakin Ba Hein (en) (1917-1946), communiste birman
- Hein Thiha Zaw (en) (ဟိန်းသီဟဇော်) (né en 1995), joueur myanmarais de football
- Hein Zar Aung (en) (ဟိန်းရာဇာအောင်) (né en 1990), joueur myanmarais de football
- Ko Ko Hein (en) (ကိုကိုဟိန္း) (né en 1994), joueur myanmarais de football
- Kyaw Hein (en) (ကျော်ဟိန်း) (1947-2020), acteur et réalisateur birman
- Moe Hein (en) (မိုးဟိန်း) (1942-2010), poète et philanthrope birman
- Myat Hein (en) (မြတ်ဟိန်း) (né en 1955), homme politique myanmarais